# Thomas Löhr
Thomas Löhr (ur. 29 lutego 1952 we Frankfurcie nad Menem) – niemiecki duchowny rzymskokatolicki, biskup pomocniczy Limburga od 2009.

## Życiorys
Święcenia kapłańskie 10 października 1976 i został inkardynowany do diecezji limburskiej. Pracował głównie jako duszpasterz parafialny, był także przełożonym limburskiego seminarium oraz dyrektorem kurialnego wydziału duszpasterskiego.
15 czerwca 2009 papież Benedykt XVI mianował go biskupem pomocniczym diecezji limburskiej, ze stolicą tytularną Diana. Sakry biskupiej udzielił mu bp Franz-Peter Tebartz-van Elst. Od 2017 jest wikariuszem biskupim ds. zakonów oraz ekumenizmu.